# Pfarrkirche Maria Osterwitz

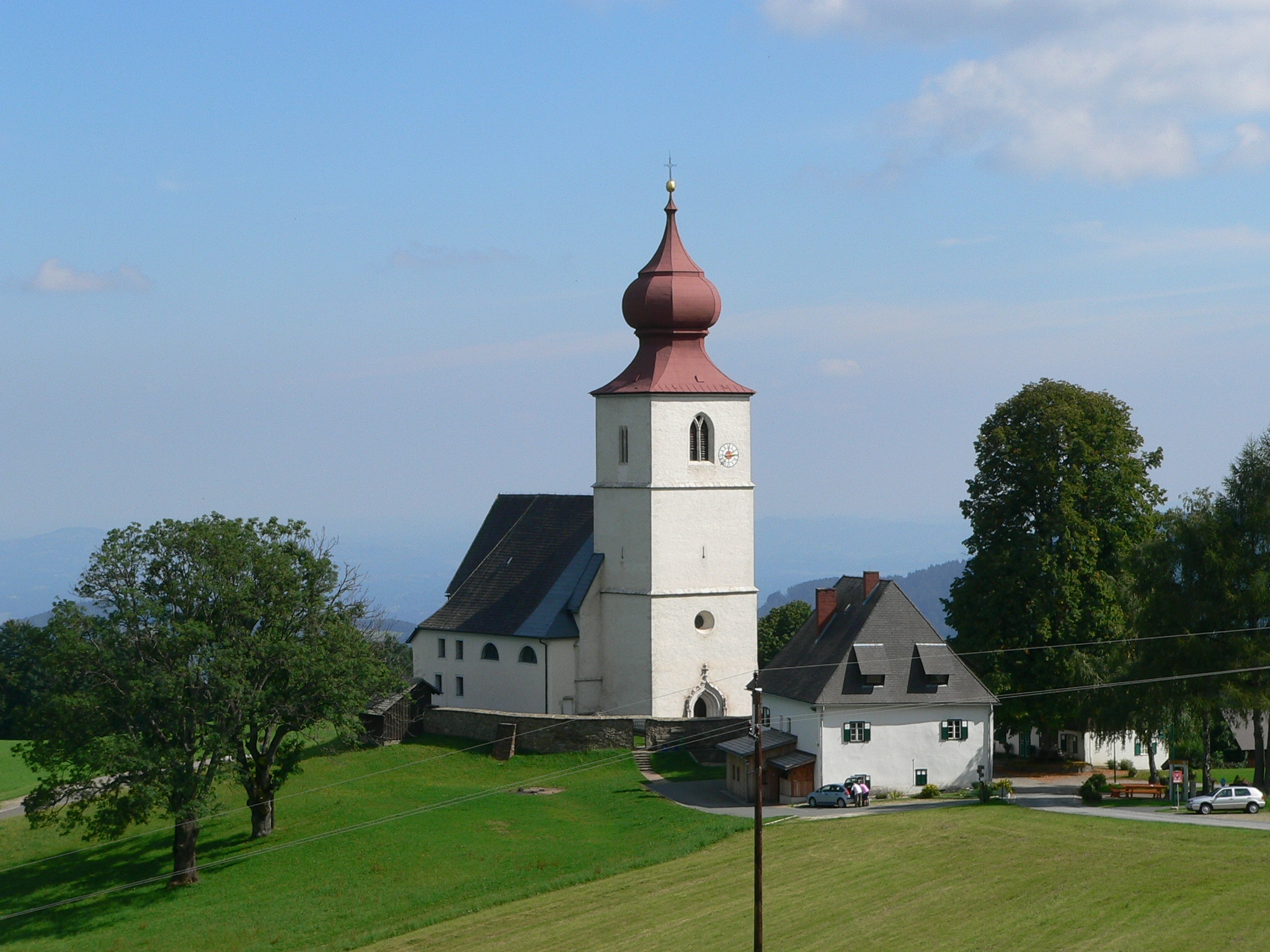
Kath. Pfarrkirche und Wallfahrtskirche in Osterwitz

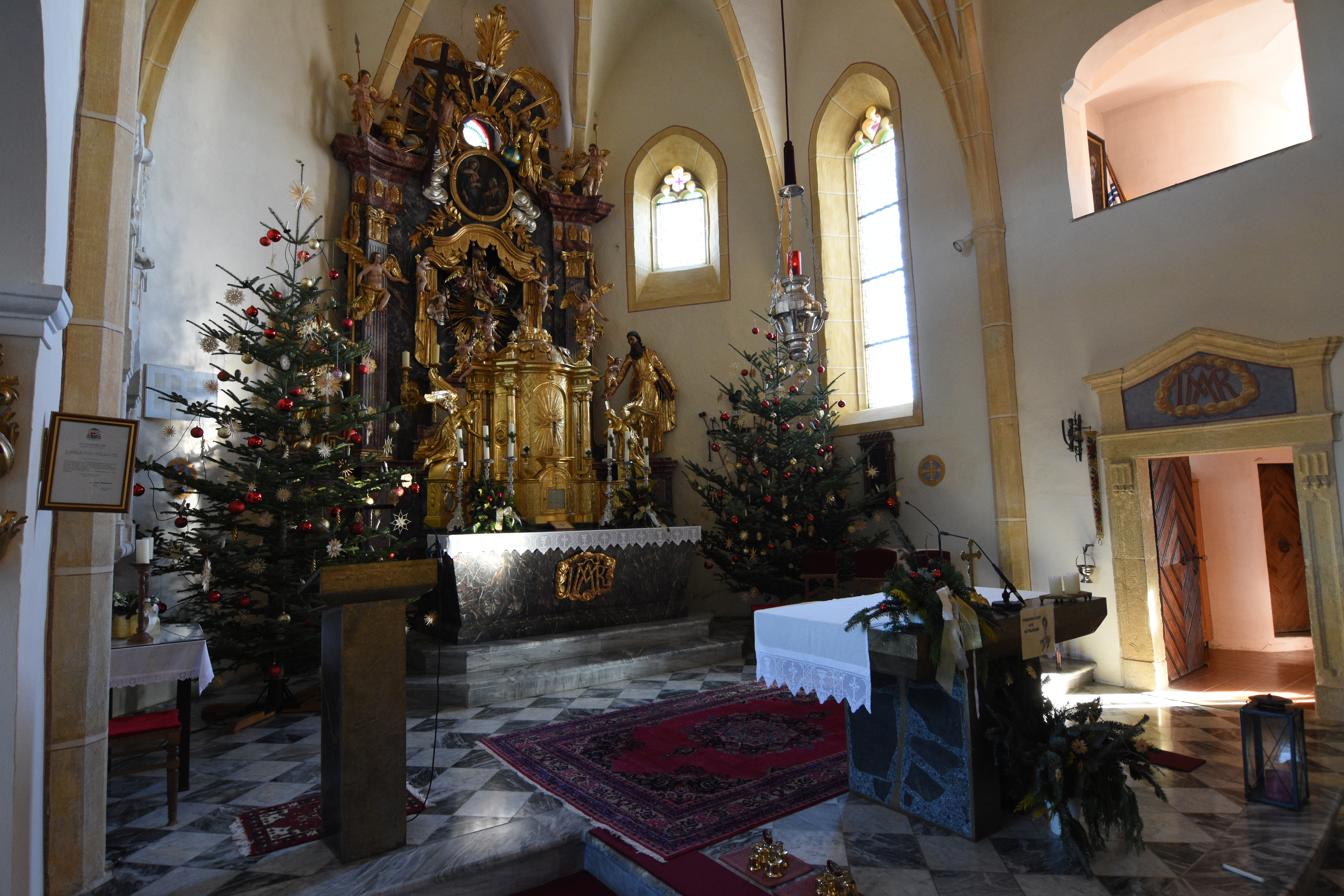
Der Altarraum der Pfarrkirche

Die römisch-katholische Pfarrkirche Maria Osterwitz steht von einer alten Kirchhofmauer umgeben in schöner Berglage im Ort Osterwitz in der Stadtgemeinde Deutschlandsberg im Bezirk Deutschlandsberg in der Steiermark. Die auf die Schmerzhafte Mutter Gottes geweihte Pfarrkirche und Wallfahrtskirche gehörte bis Ende August 2018 zum Dekanat Deutschlandsberg in der Diözese Graz-Seckau, seit Auflassung dieses Dekanates liegt sie im Seelsorgeraum Schilcherland der Region Süd-West-Steiermark. Die Kirche steht unter Denkmalschutz.

## Geschichte
Urkundlich wurde 1382 eine Kirche genannt, 1480 zerstörten die Türken das Kirchengebäude. Der heutige Kirchenbau ist spätgotisch mit barocken Seitenschiffanbauten wohl aus 1749. Der Kapellenanbau nördlich des Chores erfolgte möglicherweise 1720 mit Sebastian Tengg.
Im Jahre 1513 kam es zur Anschaffung der ersten Glocke für die Kirche. Die landesfürstliche Visitation 1529, die für die Pfarre am 19. und 20. Juni 1529 in Stainz stattfand, nennt als Pfarrer Herrn Primus Marhär und enthält keine Beschwerden: „Ist kain khlag noch beschwardt under innen, im glauben wie von alldter etc.“ Als Zahl der Kommunionbesucher ist die für die kleine Gemeinde hohe Zahl von 1200 angegeben, was sich aus der Funktion als Wallfahrtsort ergibt.
1532 wurde die Kirche erneut durch die Türken zerstört. 1534 war sie wieder errichtet: Am 22. Oktober 1534 weihte Philipp Renner als Koadjutor des Lavanter Bischofs Leonhard Peurl eine Glocke. Am Tag darauf erneuerte er die Weihe der Kirche, die der „unbefleckten Jungfrau Maria in der Osterwitz“ („intemerate virginis Marie in der Osterwitz“) geweiht war, und hielt eine Firmung ab. Das dabei verwendete Siegel zeigt in einer Nische den Hl. Andreas mit dem Andreaskreuz, vor ihm kniet die Gestalt des Bischofs. Von der Umschrift sind noch die Zeichen RENNER DEI GRACIA erhalten. Die Visitation 1544/45 beschäftigte sich mit der Pfarre nicht.
Osterwitz wurde verstärkt zum Wallfahrtsort, weil bei der Pestepidemie 1680 die Marienstatue für das Ende der Pest gesorgt haben soll. Auch bei einem neuen Aufflackern dieser Seuche 1713 wurde das Gnadenbild gerühmt, weil es angeblich sicheren Schutz vor der Pest und anderem Unheil bot.
Die Pfarre Osterwitz wurde erst mit 1. Jänner 2015 in „Maria Osterwitz“ umbenannt.

## Architektur
Der breite und hohe Chor mit einem Fünfachtelschluss mit einem Kreuzrippengewölbe auf Fünfachtel-Wanddiensten mit runden Schlusssteinen. Der leicht eingestellte Fronbogen ist barock. Das zweijochige Langhaus in der Breite des Chores hat ein jochübergreifendes reiches Netzrippengewölbe in geknickter Reihung auf Fünfachtel-Wanddiensten mit Rundsockeln. Die niedrigeren zweijochigen barocken Seitenschiffanbauten haben Kreuzgewölbe.
Der mächtige gotische Westturm mit drei Geschoßen mit Kaffgesimsen getrennt hat spitzbogige Doppelschallfenster und trägt einen Zwiebelhelm.

## Ausstattung
Der klassizistische Hochaltar entstand um 1780 bis 1800 mit einem freistehenden Tabernakel und wurde 1922 restauriert. Die Statuen stehen dem Bildhauer Josef Pogner nahe. Die spätgotische Gnadenstatue Pietà um 1500 wurde 1958 restauriert. Die zwei Seitenaltäre im Stil des Rokoko Hll. Joseph und Anna aus dem dritten Viertel des 18. Jahrhunderts tragen bemerkenswerte Statuen. Auch der Sebastianaltar im Seitenschiff ist Rokoko. Der Valentinsaltar in der Nordkapelle ist aus dem zweiten Viertel des 18. Jahrhunderts.

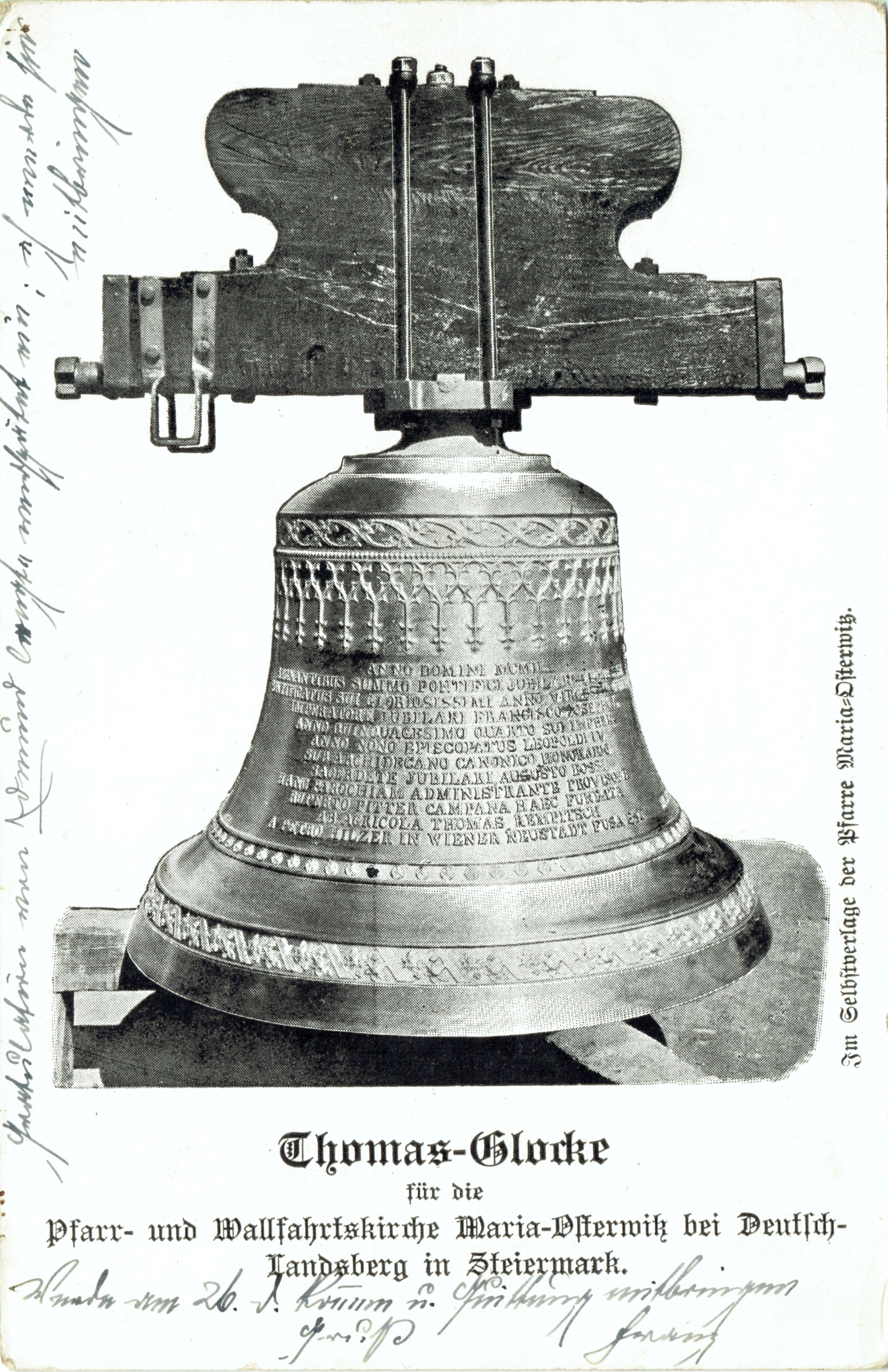
Thomas-Glocke, geweiht 1902

Das Bild hl. Aloysius in einem reichen Rahmen zeigt die Signatur Franz Hierliz 1758, von ihm ist wohl auch das Bild hl. Franz Xaver mit 1749.
1709 entstand eine große Glocke für Osterwitz mit vielen Reliefs in der Glockengießerei von Florian (Florentin) Streckfuß in Graz. 1902 wurde eine Glocke geweiht, die dem Hl. Thomas gewidmet und von der Glockengießerei Hilzer in Wiener Neustadt gegossen worden war. Sie wurde vom Bauern Thomas Rempitsch finanziert. Das wurde auf der Inschrift der Glocke festgehalten.
1937 bauten die Brüder Hopferwieser eine Orgel für die Kirche. 2012 wurde am 15. Juli eine neue Orgel eingeweiht, sie hat 866 Pfeifen und 13 Register. Sie trat an die Stelle der Hopferwieser-Orgel, die schadhaft geworden war.
In einer Vitrine in der Kirche befindet sich ein als „karantanischer Lichtstein“ bezeichneter Schalenstein. Dieser Stein ist aus Marmor, hat ungefähr die Form eines schmucklosen Kapitells und trägt an seiner Oberseite sieben Schälchen. Entstehung und ursprünglicher Verwendungszweck sind unbekannt, eine kultische Verwendung, vielleicht als Träger von Öllampen, wird vermutet.